# Benedikt Menges

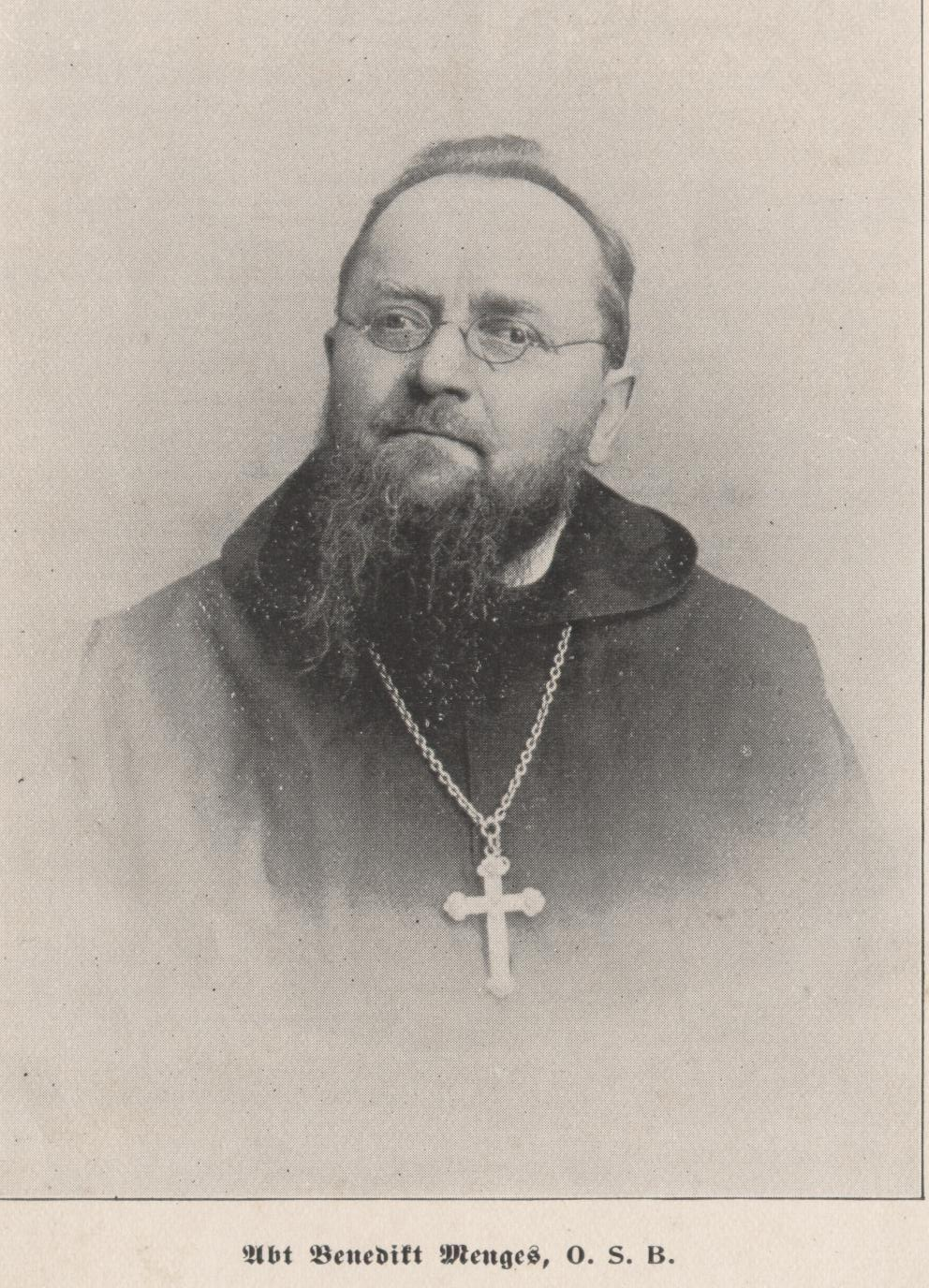
Abt Benedikt Menges OSB

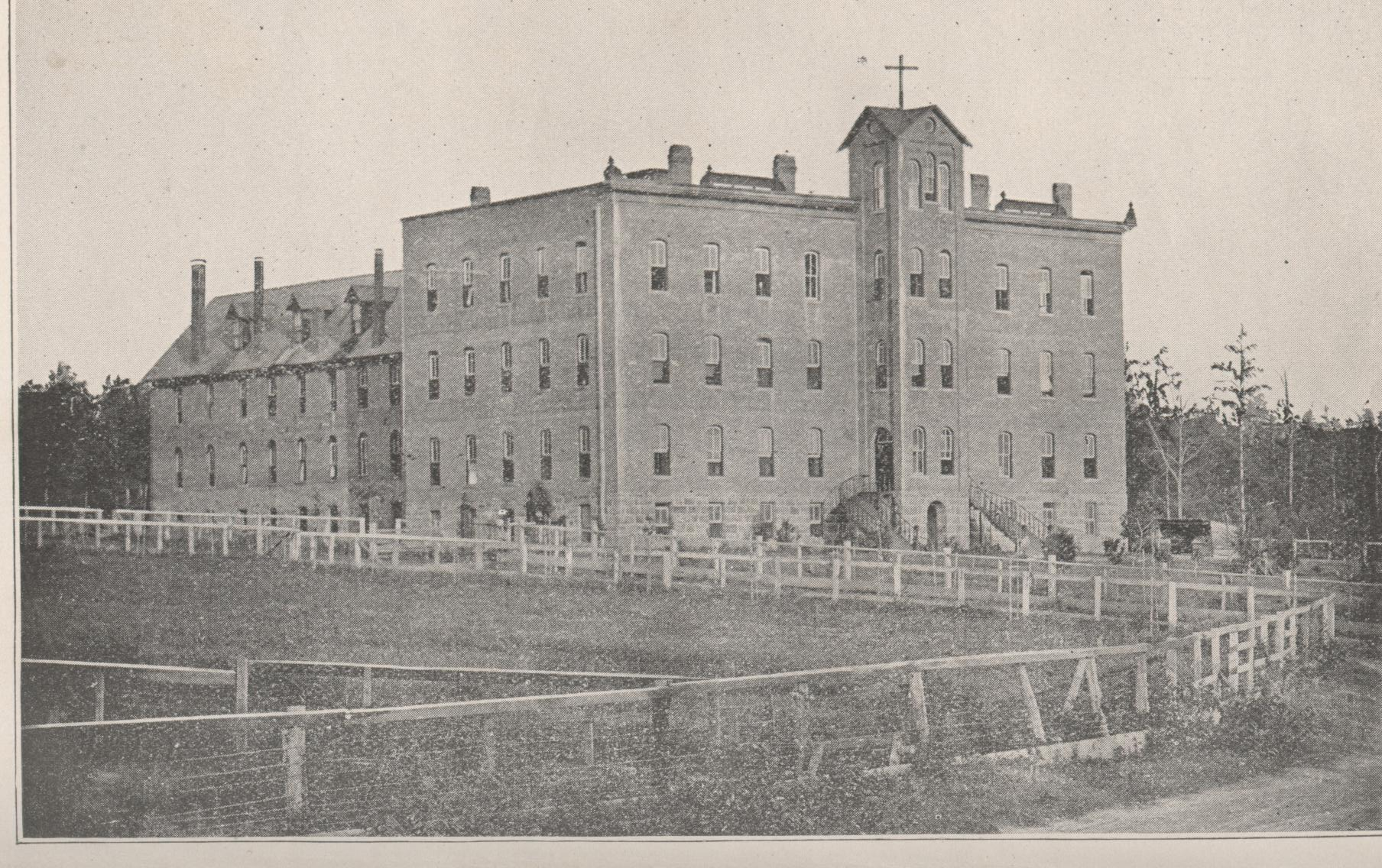
Abtei St. Bernhard, Cullman, Alabama, 1898

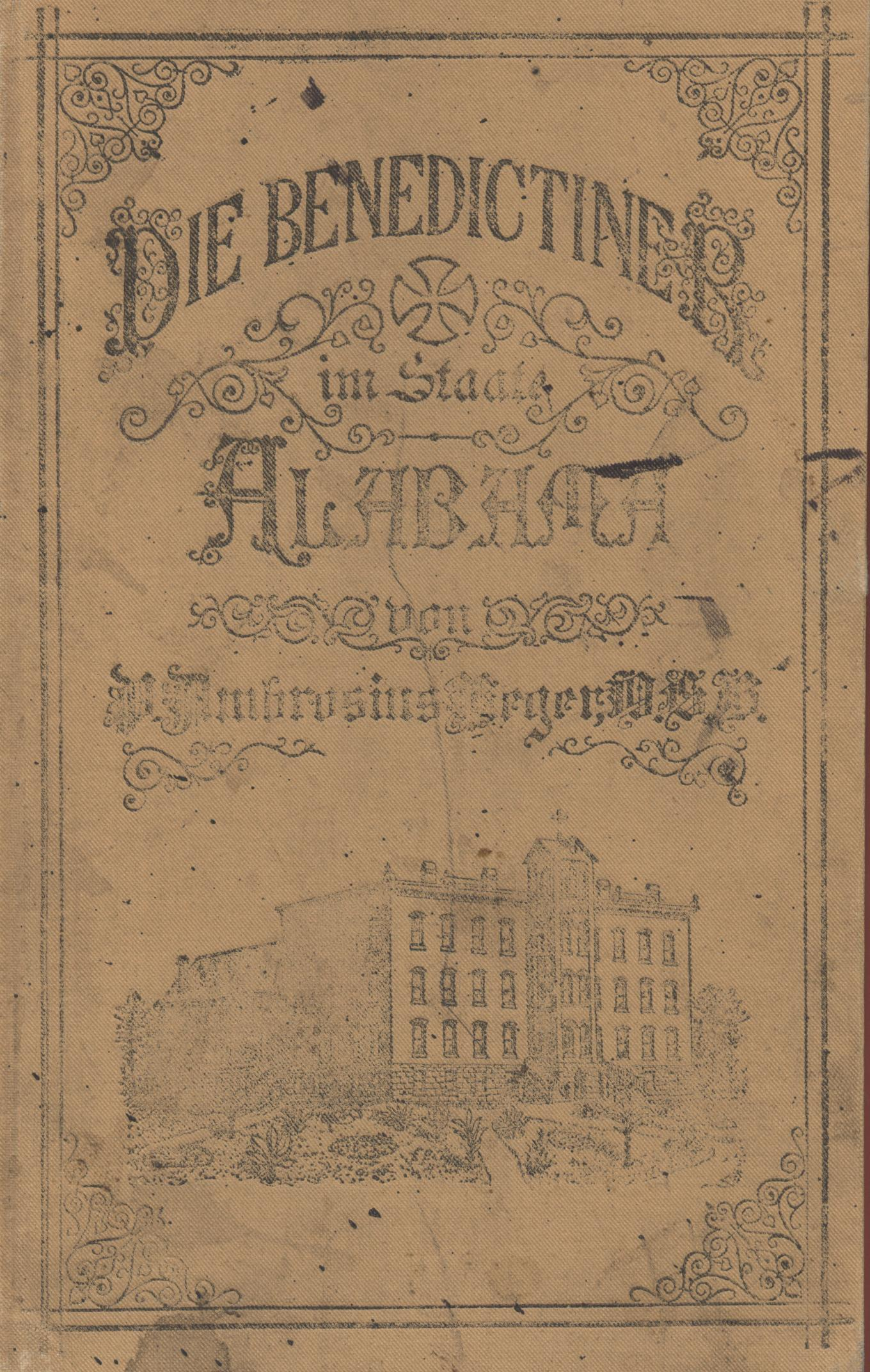
Das Abt Benedikt Menges gewidmete Buch, das auch sein Photo und ausführliche Angaben über ihn enthält

 Benedikt Menges OSB (* 31. Juli 1840 in Obermohr als Josef Menges, jetzt Steinwenden; † 11. Juli 1904 in der Abtei St. Bernhard, Cullman, Alabama, USA) war ein katholischer Priester und 1. Abt der Benediktinerabtei St. Bernhard, Alabama, USA.

## Leben
Benedikt Menges wurde als Josef Menges in Obermohr, Pfalz geboren und war der Sohn eines Handwerkers. 1865 wanderte er in die USA aus, wo er am 20. November 1865 eintraf. In der St. Vincent Abtei, Latrobe, Westmoreland County, Pennsylvania, etwa 40 Meilen westlich von Pittsburgh, trat er dem Benediktinerorden bei. Es handelte sich um bayerische Benediktiner unter dem Erzabt Bonifaz Wimmer, die von König Ludwig I. nachhaltig in ihrer Mission unterstützt wurden. Am 5. Oktober 1872 legte Menges seine Ordensprofess ab, nahm den Ordensnamen „Benedikt“ an und erhielt im gleichen Jahr die Priesterweihe. Man sandte den jungen Pater als Hilfspriester an die St.-Joseph-Kirche in Chicago. Hier und in der Pfarrei St. Mary, Allegheny City, Pennsylvania, wirke er bis 1876. Dann berief man ihn zu einer  deutschen Gemeinde in St. Florian, Alabama. Die dortigen Kolonisten hatten in der Abtei St. Vincent um einen Seelsorger nachgesucht, da ihr bisheriger Priester, Pfarrer Michael Merz, sich bei der Pflege Pockenkranker angesteckt hatte und gestorben war. Pfarrer Merz stammte – ebenso wie Benedikt Menges – aus der Diözese Speyer und war vorher Pfarrer von Grünstadt gewesen. Pater Menges wirkte bis 1878 in St. Florian und wurde von Pater Joseph Keller OSB – ebenfalls aus Obermohr in der Diözese Speyer – abgelöst, der dort bis 1884 blieb. Als in Memphis und New Orleans 1878 das Gelbfieber wütete, gehörte Benedikt Menges zu den eifrigsten Pflegern der Kranken. Nach seinem Aufenthalt in St. Florian amtierte der Pater in Huntsville und Tuscumbia, Alabama. 1888–1891 war er Prior in Corvington und Carolltown, im Staate Pennsylvanien.
Die deutschen Benediktiner sollten die reguläre Seelsorge der deutschen Siedler in Alabama übernehmen und sie gründeten schließlich in Cullman – unmittelbar bei der Pfarrei St. Florian, wo Menges einige Jahre vorher wirkte – das Kloster (Abtei) St. Bernhard. Pater Benedikt Menges wurde am 29. September 1891 von den dortigen Ordensangehörigen einstimmig zum Abt gewählt. Er behielt dieses Amt bei, bis 1904. Unter seiner Leitung entwickelte sich die Abtei St. Bernhard, Cullmann, zu einem Mittelpunkt katholischen Lebens im Süden der USA. 1892 gründete der Pfälzer Abt beim Kloster auch ein College (Schule). 1893 war er zusammen mit anderen Benediktineräbten der Einladung Papst Leo XIII., anlässlich seines 50. Bischofsjubiläums, nach Rom gefolgt. Bei dieser Gelegenheit besuchte er auch seine pfälzische Heimat und seinen Geburtsort Obermohr. Er warb hier für seine ferne Mission und hatte Erfolg. Seine Schwester Elisabeth, sein Bruder Bernhard uns dessen Sohn Josef folgten ihm, zusammen mit anderen, in die USA. Am 21. Dezember 1897 feierte Abt Menges feierlich das silberne Priesterjubiläum, zu dem Gäste aus ganz Amerika in St. Bernhard erschienen. 1898 publizierte P. Ambrosius Reger, Abt von 1933 bis 1938, in USA eine Darstellung des Wirkens der Benediktiner in Alabama. Das letzte Kapitel befasst sich mit der Person von Abt Menges und beschreibt ausführlich die Feierlichkeiten zu seinem silbernen Weihejubiläum. Das Buch ist ihm dediziert und der Autor schreibt in der Widmung: „Seinem geistlichen Vater, dem Pionier des Glaubens, dem Freund des Südens, dem Gründer von St. Bernhard.“ 1900 war Benedikt Menges nochmals in der Heimat. Er verstarb 1904 und ist in der von ihm gegründeten Abtei beigesetzt. Zum Nachfolger als Abt wurde sein Neffe, Pater Bernhard Menges gewählt.